# Un héroe singular
Un héroe singular, título original en francés Petit Paysan, es una película dramática francesa dirigida por Hubert Charuel. Fue presentada en la sección paralela Semana de la Crítica del Festival de Cannes,donde fue nominada a la Caméra d'or, premio que se otorga a la mejor ópera prima.
Es protagonizada por Swann Arlaud, quien fue nominado en los Premios Lumières como Mejor Actor.

## Argumento
Pierre tiene treinta años y es productor de leche. Su vida gira en torno a su granja, su hermana es veterinaria y sus padres antiguos dueños de la explotación. Cuando los primeros casos de una epidemia se declaran en Francia, Pierre descubre que uno de sus animales está infectado. No puede permitirse perder sus vacas. No tiene nada más, y llega hasta el final para salvarlas.

## Reparto
- Swann Arlaud: Pierre Chavanges
- Sara Giraudeau: Pascale Chavanges
- Bouli Lanners: Jamy
- Isabelle Candelier: Madame Chavanges
- Jean-Paul Charuel: Monsieur Chavanges
- India Hair: Angélique
- Géraldine Martineau: Emma
- Valentin Lespinasse: Jean-Denis
- Clément Bresson: Fabrice
- Jean Charuel: Raymond
- Julian Janeczko: Thomas
- Franc Bruneau: Régis
- Claude Le Pape: Francine

## Premios y nominaciones
| Año  | Premio de entrega          | Categoría                                             | Nominado/a     | Resultado |
| ---- | -------------------------- | ----------------------------------------------------- | -------------- | --------- |
| 2017 | Cannes Film Festival       | Caméra d'Or                                           | Hubert Charuel | Nominado  |
| 2017 | Jerusalem Film Festival    | Premio FIPRESCI para primera película (internacional) | Hubert Charuel | Nominado  |
| 2017 | Philadelphia Film Festival | Premio a la mejor ópera prima                         | Hubert Charuel | Ganador   |
| 2017 | Louis Delluc Prize         | Mejor ópera prima                                     | Hubert Charuel | Nominado  |
| 2017 | Globes de Cristal Awards   | Mejor actor                                           | Swann Arlaud   | Nominado  |
| 2018 | Premios Lumières           | Mejor actor                                           | Swann Arlaud   | Nominado  |